# Crispatotrochus niinoi
Crispatotrochus niinoi är en korallart som först beskrevs av Yoshitaka Yabe och Katsuyuki Eguchi 1942.  Crispatotrochus niinoi ingår i släktet Crispatotrochus och familjen Caryophylliidae. Inga underarter finns listade i Catalogue of Life.